# The Lower Third
The Lower Third var det tredje och sista bandet som David Bowie var medlem i innan han 1966 påbörjade sin solokarriär. Medlemmar i bandet var David Bowie på sång, Graham Riven på basgitarr, Dennis Taylor på gitarr och Phil Lancaster på trummor. Den enda singeln de gav ut var "Can't Help Thinking About Me".